# Косарев, Николай Валентинович
Николай Валентинович Косарев (род. 10 ноября 1950) — российский государственный деятель, политик, член Совета Федерации, представляющий Тамбовскую областную думу, член Комитета Совета Федерации по экономической политике (2001—2016). 

## Биография
Родился 10 ноября 1950 года в городе Электросталь Московской области. Высшее образование получил в Московском гидромелиоративном институте по специальности «гидротехническое строительство речных сооружений и гидроэлектростанций».
Трудовую деятельность начал в 1973 году работая на различных должностях в Московском специализированном управления «Гидроспецстрой» при Минэнерго СССР.

Работая с 1976 года в органах государственной безопасности, окончил Высшие курсы КГБ СССР, после чего был направлен на службу младшим оперуполномоченным в райотдел города Москва.
В 1973 году был переведен в Московское управление, а с 1986 года продолжил работу в центральном аппарате КГБ СССР.

В апреле 1992—октябре 1993 года — помощник руководителя Государственной налоговой службы России, заместитель начальника оперативного управления Главного управления налоговых расследований при ГНС России (в качестве прикомандированного от Министерства безопасности РФ). В октябре 1993 — сентябре 1997 года — первый заместитель начальника Оперативного управления Федеральной службы налоговой полиции РФ. В сентябре 1997—июле 1999 года — заместитель генерального директора ОАО «Интеррос». В июле 1999—декабре 2001 года — заместитель генерального директора ЗАО «Холдинговая компания „Интеррос“».
Избирался депутатом Тамбовской областной Думы пятого созыва на непостоянной основе.
Кандидат экономических наук, генерал-майор налоговой службы. Владеет испанским языком.

## Семья
Женат. Дочь — Юлия.
Увлекается охотой.

## Награды
- Награждён именными часами и оружием.[2]
- Награждён юбилейной медалью «300 лет Российскому флоту», имеет нагрудный знак «Почетный сотрудник налоговой полиции».
- Имеет благодарность от Президента РФ В. В. Путина.